# Radovan Lukavský
Radovan Lukavský (1. listopadu 1919 Praha – 10. března 2008 Praha) byl český herec, divadelní pedagog a recitátor. Ztvárnil stovky divadelních, filmových, televizních rolí i rozhlasových rolí, jeho vytříbený a kultivovaný hlas z něj dělal jednoho z nejlepších a nejznámějších českých vypravěčů a recitátorů poezie.
Krom četných rozhlasových i televizních recitací namluvil 17 biblických příběhů v projektu Bible pro malé i velké.
Za svého dlouholetého vystupování v Národním divadle ztvárnil desítky velkých rolí, z nichž nejvýznamnější jsou Hamlet a Tomáš Becket.
Jako vysokoškolský pedagog na Akademii múzických umění vychoval na desítky skvělých herců a je autorem dvou knih o herectví.

## Život
Narodil se v Praze v poměrně chudé rodině. Jeho otec byl truhlářský mistr Rudolf Lukavský, který pocházel ze Stodu u Plzně, matkou bývalá služka a ochotnická herečka Marie Lukavská, rozená Čačalová, která pocházela z Bystřice pod Hostýnem.
Jeho matka byla hluboce věřící katolička, která svého syna od útlého dětství vodila do kostela. Radovanovi se v kostele líbilo a rád chodil ministrovat a pomáhat při zahradních pracích do blízkého kláštera anglických panen. Jedna z tamních sester, mater Stránská, se kterou si často povídal při práci na zahradě, hrála patrně rozhodující roli v tom, že se rozhodl stát se knězem.
Studoval na jezuity řízeném Arcibiskupském gymnáziu v Praze–Bubenči, které opustil po 5 letech poté, co dostal consilium abeundi (překl. rada odejít) pro rostoucí dluh (rodiče nebyli schopni platit za internát). Dostudoval na reálném gymnáziu v Českém Brodě, kde odmaturoval v roce 1938. Nastoupil ke studiu češtiny a francouzštiny na Filozofické fakultě Univerzity Karlovy v Praze, po zavření vysokých škol pracoval u železnice jako telegrafista.
V roce 1941 začal studovat na pražské konzervatoři a v roce 1942 nastoupil spolu s dalším posluchačem konzervatoře Jaromírem Pleskotem krátce do divadla Větrník Josefa Šmídy. Již ve druhém ročníku studia však byl nuceně nasazen v Německu na práci ve válečném průmyslu. V roce 1944 byl vyreklamován a nastoupil angažmá v Divadle Vlasty Buriana. Po uzavření divadel pracoval jako dělník v Praze. Po roce 1945 se vrátil ke studiu na Univerzitě Karlově i na konzervatoři a v letech 1946 (Pražská konzervatoř) a 1947 (FF UK) obě školy úspěšně absolvoval.
V roce 1946 byl angažován Jiřím Frejkou do Divadla na Vinohradech. Odtud v roce 1950 přešel do Městských divadel pražských, od roku 1957 se stal členem souboru činohry Národního divadla v Praze.
Jeho pedagogická činnost byla spojena s Pražskou konzervatoří, kde se stal již v roce 1945 asistentem Jiřího Plachého na dramatickém oddělení a kam se vrátil znovu po roce 1975, ale především s Akademií múzických umění, kde od roku 1947 učil na katedře herectví Divadelní fakulty Akademie múzických umění a od roku 1950 i na FAMU, kde se stal v roce 1995 profesorem.
V letech 1990 až 1995 vystupoval v doprovodných programech na výstavách (Herbert Masaryk, T. G. Masaryk – člověk a umění), které uspořádalo Masarykovo demokratické hnutí.
Napsal dvě knihy o herectví a mnoho odborných článků.

### Rodina
Se svou manželkou Ludmilou, rozenou Motyčkovou (1926–2005) se seznámil během studií na pražské konzervatoři, její sestra byla jeho spolužačkou. Měli spolu jediné dítě, syna Ondřeje (1949–2007), který zemřel náhle na selhání srdce. Od syna měl Radovan Lukavský dvě vnoučata, Martina a Kláru (* 1976). Vnučka Klára s ním po dobu jednoho roku natáčela rozhovory, které vyšly v knize Rozhovory s dědečkem.

## Dílo
Jeho nejznámějšími divadelními rolemi byly Obchodník s deštěm, Hamlet nebo Tomáš Becket. Ve filmu hrál například hlavní roli v Králi Šumavy, televizním divákům zůstává v paměti díky roli Václava Tháma v seriálu F. L. Věk a řadě dalších. Byl vynikajícím recitátorem. Působil také jako vypravěč v seriálu Krajní meze nebo Cirkus Humberto a namluvil 17 biblických příběhů (Bible pro malé i velké).
Zasloužil se o kultivaci naší rodné řeči nejenom svým nezaměnitelným projevem, ale i knihou Kultura mluveného slova (Akademie múzických umění, Praha 2000). Podkladem této publikace byly jeho přednášky na FAMU.

### Film
- 1946 Muži bez křídel – role: velitel popravčí čety
- 1946 Nadlidé – role: Unterscharführer
- 1948 Bílá tma – role: německý velitel
- 1948 Dvaasedmdesátka – role: strážník
- 1949 Výlet pana Broučka do zlatých časů – role: dělník na schůzi (nedokončený film, pracovní název: Výlet pana Broučka do roku 1935)
- 1949 Revoluční rok 1848
- 1949 Pan Habětín odchází
- 1949 Němá barikáda
- 1950 Přiznání
- 1950 Zocelení
- 1951 Akce B
- 1951 Mikoláš Aleš
- 1951 Milujeme – role: komisař SNB
- 1952 Mladá léta
- 1952 Nástup
- 1953 Tajemství krve
- 1954 Jan Hus
- 1954 Na stříbrném zrcadle
- 1954 Stříbrný vítr
- 1955 Psohlavci
- 1955 Punťa a čtyřlístek
- 1955 Větrná hora
- 1956 Jan Žižka
- 1956 Dědeček automobil
- 1956 Honzíkova cesta
- 1956 Proti všem
- 1956 Synové hor
- 1956 Ztracenci
- 1957 Poučení (studentský film)
- 1957 Štěňata
- 1957 Tam na konečné
- 1957 V pátek ráno
- 1958 Déšť padá shora (studentský film)
- 1958 Smrt v sedle
- 1959 Král Šumavy
- 1959 Návštěva (studentský film)
- 1959 Spálená křídla (divadelní záznam)
- 1960 Páté oddělení
- 1960 Vyšší princip
- 1961 Malý Bobeš
- 1961 Muž z prvního století
- 1961 Pouta
- 1962 Horoucí srdce
- 1962 Malý Bobeš ve městě
- 1962 Pevnost na Rýně
- 1962 Zelené obzory
- 1963 Ikarie XB 1
- 1963 Pražské blues
- 1963 Tři zlaté vlasy děda Vševěda – role: král
- 1965 Zvony pre bosých
- 1965 5 milionů svědků
- 1967 Dívka s třemi velbloudy
- 1967 Drak sa vracia
- 1969 Ezop
- 1969 Případ pro začínajícího kata
- 1970 Návštěvy
- 1971 Lekce
- 1971 Tatínek na neděli
- 1971 Touha Sherlocka Holmese
- 1971 Černý vlk
- 1972 Zajíc přes cestu (studentský film)
- 1972 Zlatá svatba
- 1972 Podezření
- 1972 Akce Bororo
- 1972 Dvojník (studentský film)
- 1972 Elixíry ďábla
- 1973 Tvrdohlavý Lot (studentský film)
- 1973 Větrné moře
- 1974 Perseus
- 1974 Poslední ples na rožnovské plovárně
- 1975 Akce v Istanbulu
- 1976 Dům Na poříčí
- 1976 Chuť do života (studentský film)
- 1976 Malá mořská víla
- 1976 O Mistru Hanušovi
- 1977 Pasiáns
- 1977 Tichý Američan v Praze
- 1977 Zlaté rybky
- 1979 Julek
- 1980 Jak napálit advokáta
- 1980 Romaneto
- 1980 Signum laudis
- 1980 Svítalo celou noc
- 1981 Tajemství ďáblovy kapsy
- 1981 Zelená vlna
- 1981 Opera ve vinici
- 1983 Záchvěv strachu
- 1983 Putování Jana Amose
- 1984 Příliš velká šance
- 1985 Tretí šarkan
- 1985 Veronika
- 1985 Skalpel, prosím
- 1985 ...nebo být zabit
- 1986 Můj hříšný muž
- 1987 Můj kamarád tiká
- 1994 V erbu lvice
- 1994 Dýmka míru
- 1994 Tichý společník
- 1995 Má je pomsta
- 1995 Casa rosa
- 1997 O perlové panně (filmová pohádka) – role: malíř
- 1999 Pod prahem
- 2005 Hrubeš a Mareš jsou kamarádi do deště

### Televize
- 1961 Hrdinové okamžiku (TV seriál)
- 1963 Der Andere neben dir (TV film NDR) – role: Dr. Luděk Melichar
- 1964 Antigona (TV film)
- 1967 Lucerna (TV film)
- 1967 Těžká srdeční komplikace (TV film)
- 1967 Waterloo (TV film)
- 1968 Dreyfusova aféra (TV seriál)
- 1968 Sňatky z rozumu (TV seriál)
- 1969 Bellevue (TV film)
- 1970 Dlouhá bílá nit (TV film)
- 1970 Chvojka (TV film)
- 1970 Mata Hari (TV film)
- 1970 Za ranních červánků (TV film) – role: Abbé Josef Dobrovský
- 1970 Zvláštní případ (TV film)
- 1971 Kat nepočká (TV film)
- 1971 F. L. Věk (TV seriál)
- 1971 Mrtvý princ (TV pohádka) – role: mnich
- 1972 Z pohádky do pohádky (TV film)
- 1972 Román lásky a cti (TV film)
- 1972 Kamenný kvítek (TV film)
- 1973 Poklad krále Davida (TV film)
- 1974 30 případů majora Zemana (TV seriál 1974–1979) 9. díl: Loď do Hamburku (příběh z r. 1952) – role: Pírek
- 1975 Des Christoffel von Grimmelshausen abenteuerlicher Simplicissimus (TV seriál)
- 1975 My z konce světa (TV seriál)
- 1976 Až bude padat hvězda (TV film)
- 1977 Louis Pasteur (TV film)
- 1977 Paličova dcera (TV film)
- 1978 30 případů majora Zemana (TV seriál 1974–1979) 27. díl: Rukojmí v Bella Vista (příběh z r. 1970), 28. díl: Poselství z neznámé země (příběh z r. 1971) – role: William Correns
- 1978 Sněhurka (TV film)
- 1979 Ako listy jedného stromu (TV film)
- 1979 Dnes v jednom domě (TV seriál)
- 1979 Theodor Chindler – Die Geschichte einer deutschen Familie (TV seriál)
- 1979 Zadržitelný vzestup Arthura Uie (TV divadelní záznam)
- 1981 O stříbrném a zlatém vajíčku (TV film)
- 1981 Proč se vraždí starší dámy (TV film)
- 1981 Měsíční tónina (TV film)
- 1982 Dlouhá bílá stopa (TV seriál)
- 1982 Jehla (TV film)
- 1982 O labuti (TV film)
- 1983 Moje srdcová sedma (TV seriál)
- 1983 Nuž, brány dokořán již otevřete...! (TV film)
- 1983 Tažní ptáci (TV film)
- 1983 Vzpurní svědkové (TV film)
- 1984 Chytrá princezna (TV film)
- 1985 Synové a dcery Jakuba skláře (TV seriál)
- 1985 Gobseck (TV film)
- 1985 Matka (TV divadelní záznam)
- 1986 Povídka s dobrým koncem (TV film)
- 1986 Zlá krev (TV seriál)
- 1987 O Háderunovi a víle Elóře (TV film)
- 1987 O houslích krále snů (TV film)
- 1987 Paví pírko (TV film)
- 1988 Cirkus Humberto (TV seriál)
- 1989 Dobrodružství kriminalistiky (TV seriál)
- 1989 Putování po Blažených ostrovech (TV film)
- 1990 Chybná diagnóza (TV film)
- 1990 Přísahám a slibuji (TV seriál)
- 1991 Pohádka o touze (TV film)
- 1991 Requiem za W. A. Mozarta (TV film)
- 1991 Romeo a Julie (TV film)
- 1991 Šťastlivec Sulla (TV film)
- 1992 Náhrdelník (TV seriál)
- 1992 Noc pastýřů (TV film)
- 1992 O dvou sestrách a noční květině (TV film)
- 1992 Pravda a lež (TV film)
- 1992 Senso (TV film)
- 1992 Život a dílo skladatele Foltýna (TV film)
- 1994 Zapomenuté tváře (TV film)
- 1994 Marie Růžička (TV film)
- 1994 Návštěvní doba (TV divadelní záznam)
- 1994 Pšenice na dálnici (divadelní záznam)
- 1994 Tři Alberti a slečna Matylda (TV film)
- 1994 Lékaři (TV film)
- 1994 Motanice (TV film)
- 1994 Proces s vrahy Martynové (TV film)
- 1995 Muž v pozadí (TV seriál)
- 1995 Rok na vsi (TV divadelní záznam)
- 1995 La (TV film)
- 1995 Den, kdy unesli papeže (TV film)
- 1997 Červený kamínek (TV film)
- 1997 Četnické humoresky (TV seriál)
- 1997 Tichá noc (TV film)
- 1998 O pyšném panovníkovi (TV film)
- 1999 Ortel (TV film)
- 2000 Smrt Hippodamie (TV divadelní záznam)
- 2005 Náves (TV seriál)
- 2004 Tři dámy s pistolí (TV film)
- 2003 Strážce duší (TV seriál)
- 2006 Maharal – Tajemství talismanu (TV seriál)

### Práce pro rozhlas
- 1967 Alexandre Dumas: Hrabě Monte Cristo, Československý rozhlas, dramatizace: Jiří Zdeněk Novák, režie: Jaroslav Berger; role: hrabě Monte Cristo
- 2001 František Pavlíček: Svatojánské vřes, původní rozhlasová hra o složitosti a křehkosti lidských vztahů. Hudba Vladimír Rejlek, dramaturgie Jana Weberová, režie Ludmila Engelová. Hrají: Josef Somr, Daniela Kolářová, Lenka Krobotová, Vladimír Brabec, Ladislav Mrkvička, Johanna Tesařová, Václav Vydra, Jaromír Meduna a Radovan Lukavský.[14]

## Ocenění
- V roce 1965 mu byl udělen titul zasloužilý umělec a v roce 1974 ocenění Zasloužilý člen ND.[3]
- Z rukou prezidenta Václava Havla převzal Medaili Za zásluhy, v roce 1995 získal Cenu Thálie za celoživotní mistrovství.
- V roce 2000 obdržel ocenění – Medaili Josefa Hlávky.[15]
- Dne 3. června 2005 mu byl udělen čestný doktorát (dr. h. c.) na Akademii múzických umění v Praze.[16]
- V červenci 2008 byla v Praze 5 – Košířích po něm pojmenována ulice.[17]

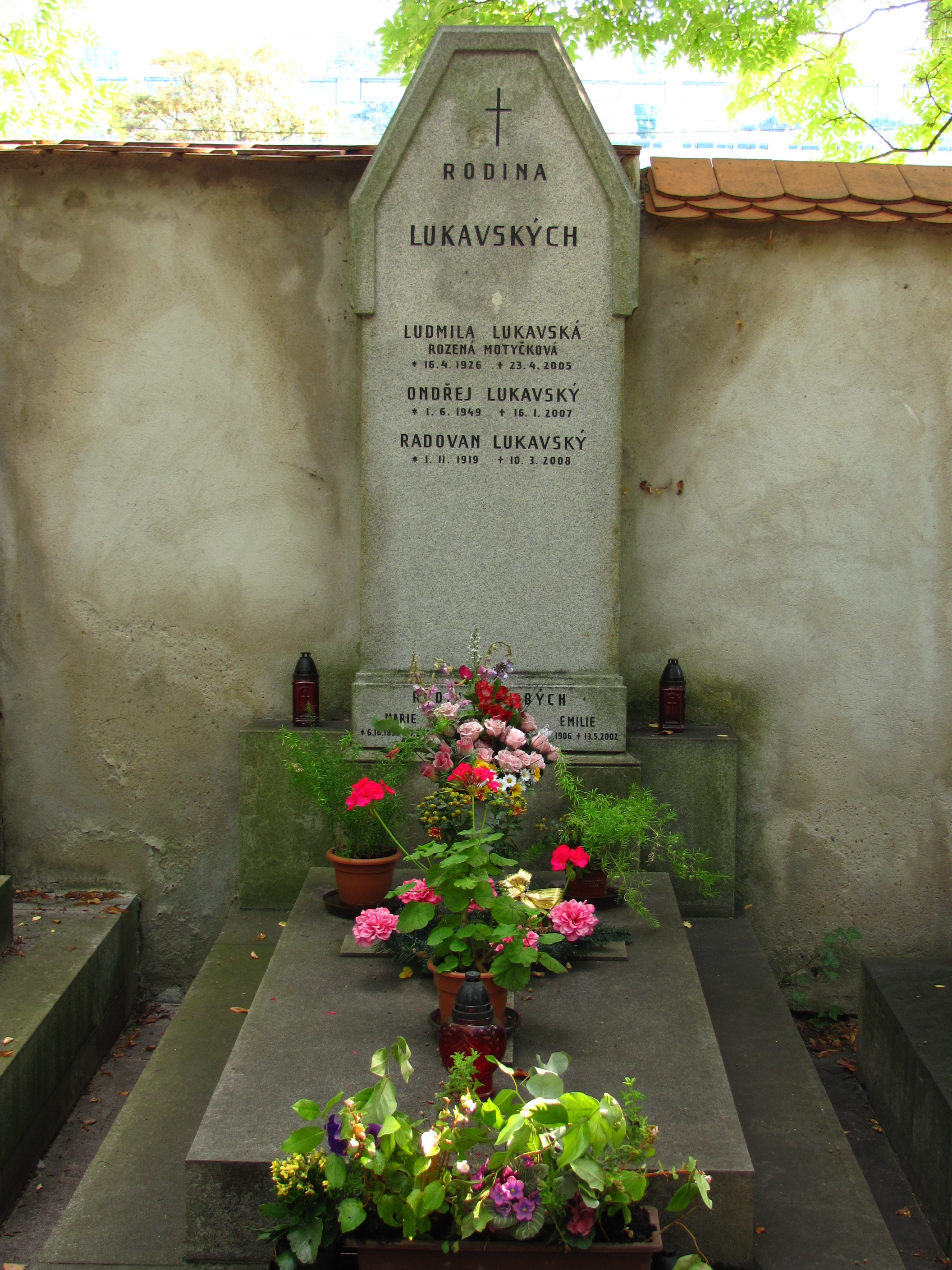
Hrob na Olšanských hřbitovech v Praze